# Gastrostomia endoscopica percutanea

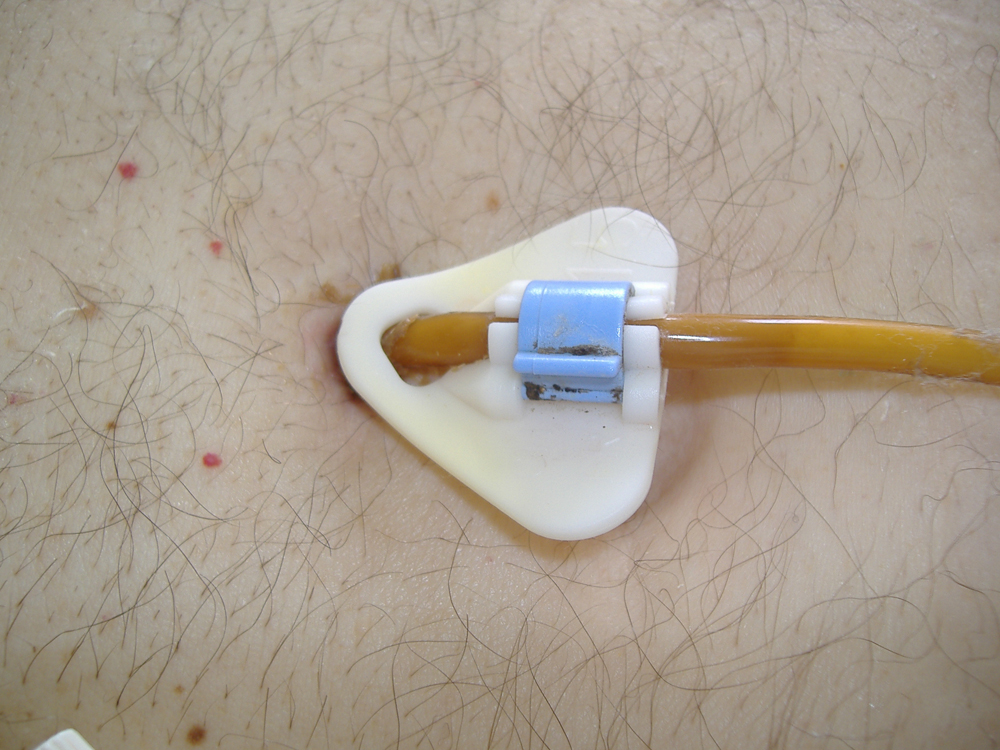
PEG

La Gastrostomia Endoscopica Percutanea, detta anche PEG (Percutaneous endoscopic gastrostomy), è una tecnica che consente la nutrizione enterale.

## Applicazioni
Questo tipo di nutrizione si rende necessaria nei pazienti che non sono in grado di nutrirsi autonomamente per bocca, in seguito a disturbi neurologici e/o disturbi fisici nel tratto digestivo superiore. Presenta gli stessi vantaggi dell'alimentazione per via parenterale e in più permette il mantenimento della funzionalità intestinale ed una più facile gestione del paziente a domicilio.
La PEG viene solitamente posizionata nei pazienti che necessitano di una nutrizione enterale per un lungo periodo. A differenza del sondino naso-gastrico risulta maggiormente tollerata ma da recenti studi è emerso che non determina un significativo miglioramento della qualità della vita né una riduzione delle complicanze (ad esempio: rigurgiti ed aspirazione), pertanto il suo utilizzo va riservato solo in pazienti selezionati e comunque con una aspettativa di vita maggiore di 6 mesi.

## Posizionamento
La procedura prevede un primario esame endoscopico, del tratto digestivo superiore, per verificare ed escludere patologie e/o lesione della parete gastrica. Successivamente viene insufflato lo stomaco così da far aderire la parete anteriore dello stomaco con la parete addominale. Per mezzo della digito-pressione e della trans-illuminazione si sceglie e si verifica il punto in cui posizionare la PEG. Un'incisione permetterà all'operatore di inserire un ago-cannula che dalla parete addominale si inserisce nel lume gastrico. La cannula permette l'inserimento di un filo che verrà portato nuovamente all'esterno attraverso il tratto digestivo superiore guidato dal gastroscopio.
In questa fase l'operatore ha a disposizione due tecniche per l'inserimento del sondino per la nutrizione:
- Tecnica Pull il sondino viene trainato dal filo, precedentemente portato all'esterno dal gastroscopio, nel tratto digestivo superiore fino alla parete addominale che viene attraversata.
- Tecnica Push il sondino per la nutrizione, che presenta un dilatatore alla sua estremità, viene fatto scorrere sul filo guida successivamente spinto dall'interno della bocca tenendo il filo guida teso finché non spinge fuori la cannula.

Infine tutto viene bloccato da un bumper libero di ruotare.
Il paziente potrà essere alimentato attraverso la sonda solo se a distanza di 24 ore non vi sia ristagno gastrico superiore a 200 ml.